# Climat des Côtes-d'Armor
Le climat des Côtes-d'Armor est océanique, donc tempéré, surtout le long des côtes, avec de faibles différences de températures entre l'été et l'hiver. Le vent de nord-ouest (noroît en français, gwalarn en breton) domine au nord. Les pluies sont fréquentes, mais fines. Dans une même journée, il est courant qu'alternent éclaircies et ciel couvert.
Comme toute région avec un grand littoral, ici amplifié par le climat océanique tempéré, il n'est pas surprenant d'avoir des conditions météorologiques différentes entre le proche littoral et les villes à quelques kilomètres dans les terres. Il en va de même pour les températures. À plus forte échelle, et sauf dans le cas de dépressions majeures, le climat reste sensiblement différent entre le nord et le sud des Côtes d'Armor.
Ce climat permet une plus grande homogénéité des températures sur l'année, même si les saisons restent marquées. Seul l'hiver ici est moins froid. La pluviométrie n'est que faiblement supérieure à celle d'autres régions, comme l'Île-de-France. Cela provient des vents d'ouest et nord-ouest, qui déplacent les éventuelles perturbations vers le centre et le nord de la France. Il n'est guère possible de donner de règle au département, tant les statistiques sont différentes entre les différents secteurs.

## Climat à Saint-Brieuc
- Température et précipitations

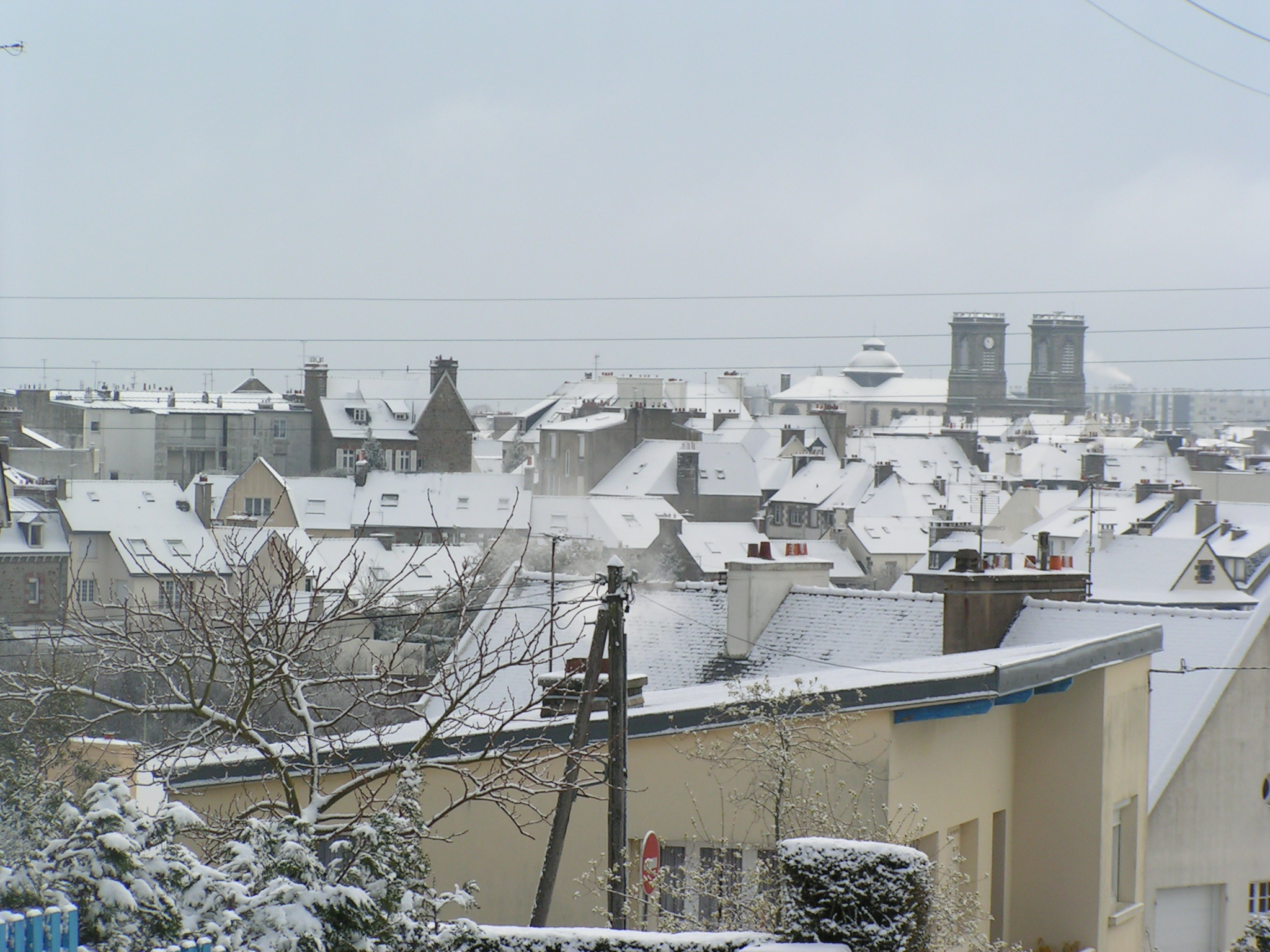
Saint-Brieuc sous la neige.

La ville de Saint-Brieuc est soumise à un climat doux (température moyenne de 11 °C), de type océanique, caractérisé par une atténuation des températures extrêmes et une grande instabilité des types de temps. La ligne de crêtes qui correspond à la ligne de partage des eaux, peu éloignée de la côte, est aussi une limite climatique (pluviométrique et thermique). L’influence maritime réduit les amplitudes thermiques journalières et annuelles (le maximum de la température moyenne s'élève à 14,6 °C ; son minimum à 7,8 °C). Les températures minimales moyennes sont atteintes en février (3,5 °C) et les maximales moyennes en août (21,4 °C). Les jours de gel sont rares et les températures inférieures à −7 °C brèves et exceptionnelles (Zone 9 de rusticité des plantes).
La baie de Saint-Brieuc est une des régions les moins arrosées de Bretagne avec une pluviométrie annuelle moyenne de 750 mm. Les pluies décroissent de février à juin pour atteindre leur minimum en juillet/août (41 mm). Les mois de décembre et janvier sont les plus arrosés (83  et   75,5 mm), ces moyennes cachant une grande variabilité. Les pluies sont peu abondantes et les orages sont rares, la neige est exceptionnelle.
| Mois                                            | jan.          | fév.         | mars         | avril        | mai         | juin         | jui.         | août         | sep.         | oct.         | nov.         | déc.         | année      |
| ----------------------------------------------- | ------------- | ------------ | ------------ | ------------ | ----------- | ------------ | ------------ | ------------ | ------------ | ------------ | ------------ | ------------ | ---------- |
| Température minimale moyenne (°C)               | 3,5           | 3,4          | 4,7          | 5,6          | 8,5         | 10,9         | 12,9         | 13,1         | 11,3         | 9,3          | 6            | 3,9          | 7,8        |
| Température moyenne (°C)                        | 6             | 6,2          | 8            | 9,2          | 12,3        | 15           | 17           | 17,2         | 15,2         | 12,5         | 8,8          | 6,4          | 11,2       |
| Température maximale moyenne (°C)               | 8,5           | 9            | 11,4         | 12,9         | 16,2        | 19,1         | 21,1         | 21,4         | 19,1         | 15,7         | 11,5         | 9            | 14,6       |
| Record de froid (°C) date du record             | −11,3 12/1987 | −9,4 07/1991 | −3,9 01/2005 | −1,8 12/1986 | 1,1 07/1997 | 3,6 02/1989  | 7,1 31/2015  | 6,6 29/1986  | 4,5 28/2007  | −3,9 29/1997 | −4,8 26/1989 | −7,2 29/1996 | −11,3 1987 |
| Record de chaleur (°C) date du record           | 15,9 24/2016  | 21,8 27/2019 | 23,9 30/2021 | 26,6 21/2018 | 29 26/2017  | 33,6 30/2015 | 35,9 23/2019 | 38,1 05/2003 | 30,4 07/2016 | 29,5 02/2011 | 20,7 01/2015 | 16,8 19/2015 | 38,1 2003  |
| Ensoleillement (h)                              | 64,8          | 76,8         | 118,1        | 152,4        | 179,5       | 198,7        | 186,3        | 178,1        | 160,9        | 107          | 77,8         | 64,5         | 1 564,6    |
| Précipitations (mm)                             | 75,5          | 65,6         | 54,1         | 63,7         | 58,4        | 47,8         | 42,5         | 41,2         | 59,6         | 78,2         | 81,3         | 82,8         | 750,7      |
| dont nombre de jours avec précipitations ≥ 1 mm | 13,2          | 11,8         | 10,4         | 11,6         | 9,2         | 7,4          | 7,4          | 7,3          | 8,7          | 13           | 13,9         | 14           | 128        |
| dont nombre de jours avec précipitations ≥ 5 mm | 5,5           | 4,9          | 4            | 4,5          | 4           | 3            | 2,7          | 2,6          | 3,6          | 5,2          | 5,7          | 6,5          | 52         |
| Nombre de jours avec neige                      | 1,3           | 2,7          |              | 0,6          | 0           |              | 0            | 0            | 0            | 0            | 0,2          | 1,7          |            |
| Nombre de jours avec grêle                      | 0,5           | 0,4          | 0,5          | 1,1          | 0,2         |              | 0            | 0,1          | 0,1          | 0,1          | 0,5          |              |            |
| Nombre de jours d'orage                         | 0,2           | 0,3          | 0,4          | 0,7          | 1,1         |              | 1,3          | 1,4          | 0,7          |              | 0,2          | 0,3          |            |
| Nombre de jours avec brouillard                 | 2,9           | 2,4          | 2,8          | 3,9          | 5,3         |              | 4,6          | 5,8          | 3,6          | 4,1          | 2            |              |            |

- Vents et houle

Les vents dominants sont principalement de secteur ouest et secondairement de secteur est - nord-est. La répartition saisonnière des vents est telle que la fréquence des vents forts de secteur ouest est distribuée au cours de l’année suivant l’ordre : hiver, automne, printemps, été. Pour le secteur est, les saisons s’ordonnent différemment : hiver, printemps, automne, été. Les coups de vent (vitesse supérieure à 25 m/s soit 90 km/h) de secteur ouest ont lieu principalement en hiver et à l’automne, tandis que ceux du secteur est ont lieu en hiver et au printemps. Du fait de la configuration de la baie, il y a renforcement des vents de direction méridienne (nord-sud) au détriment des vents de direction ouest et est.
La houle résulte de l’action du vent au large et dépend principalement de la topographie des fonds. De par sa morphologie, la baie de Saint-Brieuc est très exposée à la houle. Toutefois, l’amortissement des houles est presque total lorsqu’elles atteignent le fond de la baie. Ce n’est qu’en période de tempête que le fond de la baie est concerné par les houles. Dans ce cas, il peut être atteint par des vagues de hauteur exceptionnelle, en particulier sur la côte orientale.
- Température de l’eau

En zone subtidale (toujours immergée), la température moyenne mensuelle des eaux de fond est minimale en février-mars (8,7 °C d’après Lehay, 1989). La masse d’eau est déstratifiée sur la verticale en hiver, mais présente un gradient horizontal de température croissant d’est en ouest de 0,5 à 1 °C. Le réchauffement printanier des eaux se traduit par la formation d’une thermocline en mai-juin. Le maximum thermique (voisin de 17,5 °C) est atteint en août. La baie de Saint-Brieuc est caractérisée, comme la baie du Mont-Saint-Michel, par des eaux plus chaudes en été et plus froides en hiver que le reste de la Manche.
En fond de baie (zone intertitale), la température varie de 5,7 à 20,9 °C (données enregistrées en 2005-2006 à la pointe des Guettes, à Hillion). En surface, la température peut atteindre 24 °C en juillet (données mesurées en surface, à Saint-Guimont, sur la commune d'Hillion en 2005-2007).
- Orage

Le 16 septembre 1929, un orage d'une rare violence frappa durement la ville de Saint-Brieuc. Tous les bassins versants convergèrent vers la place de la Grille. Des torrents d'eau ravageant sur leur passage la rue des Trois-Frères-Le Goff et la vieille côte de Gouët charrièrent des pierres et des gravats jusqu'au pont de Gouët. La rue du Port-Favigo subit le même sort.